# Liste der Bodendenkmale in Lunow-Stolzenhagen
Die Liste der Bodendenkmale in Lunow-Stolzenhagen enthält alle Bodendenkmale der brandenburgischen Gemeinde Lunow-Stolzenhagen und ihrer Ortsteile auf der Grundlage der Landesdenkmalliste vom 31. Dezember 2021.
Die Baudenkmale sind in der Liste der Baudenkmale in Lunow-Stolzenhagen aufgeführt.
| Gemarkung                        | Flur       | Kurzansprache | Bodendenkmalnummer | Bemerkung | Bild |
| -------------------------------- | ---------- | --- | ------------------ | --------- | ---- |
| Lunow (Lage)                     | 4, 6       | Gräberfeld Bronzezeit, Gräberfeld eolithikum, Siedlung Bronzezeit | 40302              |           |      |
| Lunow (Lage)                     | 8          | Einzelfund deutsches Mittelalter, Siedlung slawisches Mittelalter | 40303              |           |      |
| Lunow (Lage)                     | 6, 7, 8, 9 | Gräberfeld Eisenzeit, Siedlung Eisenzeit, Siedlung slawisches Mittelalter, Gräberfeld Bronzezeit, Siedlung römische Kaiserzeit, Siedlung Bronzezeit, Dorfkern deutsches Mittelalter, Dorfkern Neuzeit | 40304              |           |      |
| Lunow (Lage)                     | 9          | Gräberfeld Eisenzeit, Gräberfeld römische Kaiserzeit | 40305              |           |      |
| Lunow (Lage)                     | 6          | Siedlung Bronzezeit | 40306              |           |      |
| Lunow (Lage)                     | 4          | Siedlung Bronzezeit, Siedlung Neolithikum | 40307              |           |      |
| Lunow (Lage)                     | 9          | Steinkreuz deutsches Mittelalter, Näpfchenstein Urgeschichte | 40308              |           |      |
| Lunow (Lage)                     | 9          | Gräberfeld Urgeschichte | 40309              |           |      |
| Lunow (Lage)                     | 9          | Gräberfeld Bronzezeit, Gräberfeld Eisenzeit, Gräberfeld römische Kaiserzeit | 40310              |           |      |
| Lunow (Lage)                     | 9          | Siedlung Bronzezeit, Einzelfund deutsches Mittelalter, Siedlung Eisenzeit | 40311              |           |      |
| Lunow (Lage)                     | 9          | Siedlung römische Kaiserzeit, Siedlung Bronzezeit, Siedlung Eisenzeit | 40312              |           |      |
| Lunow (Lage)                     | 9, 10      | Siedlung Urgeschichte | 40314              |           |      |
| Lunow (Lage)                     | 2          | Siedlung Bronzezeit | 40315              |           |      |
| Lunow (Lage)                     | 12         | Siedlung Bronzezeit | 40316              |           |      |
| Lunow (Lage)                     | 8          | Siedlung Eisenzeit, Siedlung Bronzezeit | 40317              |           |      |
| Stolzenhagen bei Oderberg (Lage) | 4          | Burgwall Bronzezeit, Burgwall Eisenzeit | 40442              |           |      |
| Stolzenhagen bei Oderberg (Lage) | 3          | Siedlung Neolithikum, Siedlung Bronzezeit | 40443              |           |      |
| Stolzenhagen bei Oderberg (Lage) | 4          | Hügelgrab Urgeschichte | 40444              |           |      |
| Stolzenhagen bei Oderberg (Lage) | 4          | Hügelgrab Urgeschichte | 40445              |           |      |
| Stolzenhagen bei Oderberg (Lage) | 4          | Hügelgrab Urgeschichte | 40446              |           |      |
| Stolzenhagen bei Oderberg (Lage) | 4          | Siedlung slawisches Mittelalter, Siedlung Bronzezeit, Schloss Neuzeit, Siedlung deutsches Mittelalter, Siedlung Eisenzeit, Burg deutsches Mittelalter, Siedlung Neuzeit, Siedlung römische Kaiserzeit | 40447              |           |      |
| Stolzenhagen bei Oderberg (Lage) | 4          | Siedlung Urgeschichte, Siedlung slawisches Mittelalter | 40448              |           |      |
| Stolzenhagen bei Oderberg (Lage) | 4          | Siedlung Urgeschichte | 40449              |           |      |
| Stolzenhagen bei Oderberg (Lage) | 3, 4       | Siedlung slawisches Mittelalter, Siedlung römische Kaiserzeit, Siedlung Bronzezeit, Dorfkern deutsches Mittelalter, Dorfkern Neuzeit, Siedlung Eisenzeit                                              | 40450              |           |      |
| Stolzenhagen bei Oderberg (Lage) | 3          | Siedlung Bronzezeit | 40451              |           |      |
| Stolzenhagen bei Oderberg (Lage) | 4          | Siedlung Bronzezeit, Siedlung Eisenzeit | 40452              |           |      |